# Carl Reinecke

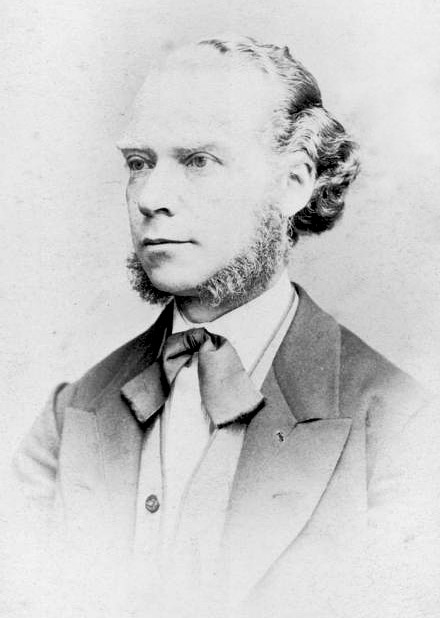
Carl Reinecke (ca. 1860)

Carl Reinecke (auch: Karl Reinecke; vollständiger Name Carl Heinrich Carsten Reinecke; * 23. Juni 1824 in Altona, heute Hamburg; † 10. März 1910 in Leipzig) war ein deutscher Komponist, Pianist und Dirigent.
Unter dem Pseudonym Heinrich Carsten (Bestandteil seiner Vornamen) verfasste er Texte für seine Werke. Ein weiteres Pseudonym war, nach dem Namen der Mutter, W. te Grove.

## Leben und Wirken
Carl Reinecke war Sohn des Musiklehrers Rudolf Reinecke und dessen Ehefrau Johanna Henriette Dorothea Wetegrove († 20. Dezember 1828 in Bad Segeberg). Eine seiner Halbschwestern war die Musikschulgründerin und -pädagogin „Frl. Marie Reinecke“. Seinen ersten Musikunterricht erhielt er mit sechs Jahren bei seinem Vater, der hohe Anforderungen stellte. Er debütierte 1835 in Altona als Pianist, unternahm dann Konzertreisen durch Europa und wurde als „graziöser Mozartspieler“ gepriesen. Clara Wieck und Franz Liszt waren seine Vorbilder. Aufgrund seiner Zurückhaltung und Bescheidenheit eignete er sich wenig für die Rolle eines gefeierten Virtuosen.
Mit einem Stipendium seines Landesherrn, des dänischen Königs und holsteinischen Herzogs Christian VIII., konnte Carl Reinecke von 1843 bis 1846 einen Aufenthalt in Leipzig finanzieren. Er ging dort seinen Studien nach, lernte viele Musiker und die Leipziger Salons kennen und debütierte am 16. November 1843 im Gewandhaus als Interpret von Mendelssohns Serenade und Allegro giocoso op. 43 für Klavier und Orchester. Der damalige Gewandhaus-Kapellmeister Felix Mendelssohn Bartholdy verhalf ihm zu öffentlichen Auftritten. In dieser Zeit lernte Reinecke auch Robert Schumann kennen und schätzen. Die Werke beider Komponisten begeisterten ihn und inspirierten sein Schaffen: „Ich würde nicht dagegen opponieren, wenn man mich einen Epigonen nennt“, war die charmante Antwort auf seine Abhängigkeit von diesen Vorbildern.
1847 wurde Reinecke dänischer Hofpianist. Aufgrund des preußisch-dänischen Kriegs 1848 musste er nach Leipzig zurückkehren. Da er dort keine Anstellung fand, ging er 1849 nach Bremen, wo er als Dirigent tätig war und Orchesterwerke komponierte.
Auf Anregung von Franz Liszt erhielt Reinecke eine Einladung von Hector Berlioz nach Paris. Er trat dort als Pianist auf und traf Ferdinand Hiller wieder, einen Bekannten aus der Leipziger Zeit, der inzwischen Direktor des Konservatoriums in Köln geworden war, an dem Reinecke dann ab 1851 als Dozent für Klavier tätig wurde. Dort pflegte er ein freundschaftliches Verhältnis zu Robert Schumann im nahe gelegenen Düsseldorf und lernte den jungen Johannes Brahms kennen.
Von 1854 bis 1859 war Reinecke Kapellmeister in Barmen. 1859 wurde er Musikdirektor in Breslau, wo er erstmals Abonnementkonzerte veranstaltete. Noch im selben Jahr bot ihm das Gewandhausorchester in Leipzig die Leitung an. Reinecke übernahm dieses Amt im Jahre 1860 und hatte es bis 1895 inne. Daneben wirkte er als einflussreicher Klavier- und Kompositionslehrer am Leipziger Konservatorium. 1885 wurde er zum Königlich-Sächsischen Professor ernannt, von 1897 bis 1902 war er Direktor des Konservatoriums. Ebenfalls 1885 nahm er an der Stimmtonkonferenz in Wien teil, auf der ein einheitlicher Kammerton festgelegt wurde.

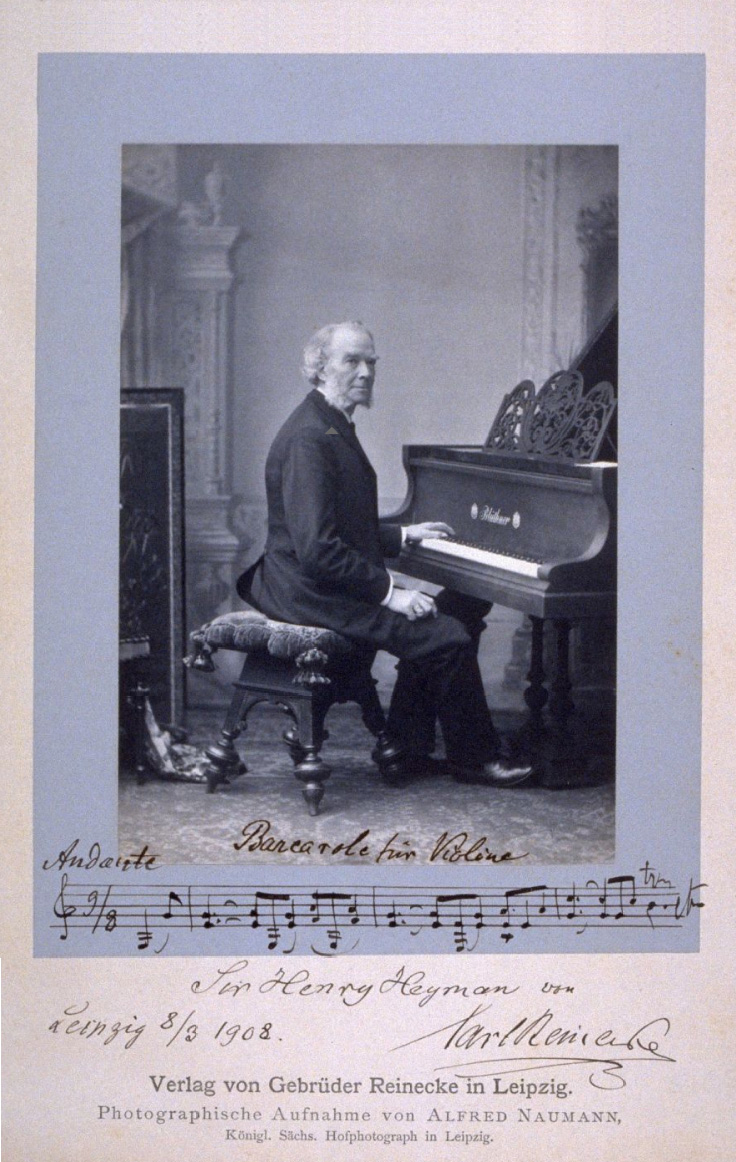
Alfred Naumann: Carl Reinecke, 1893

### Privates

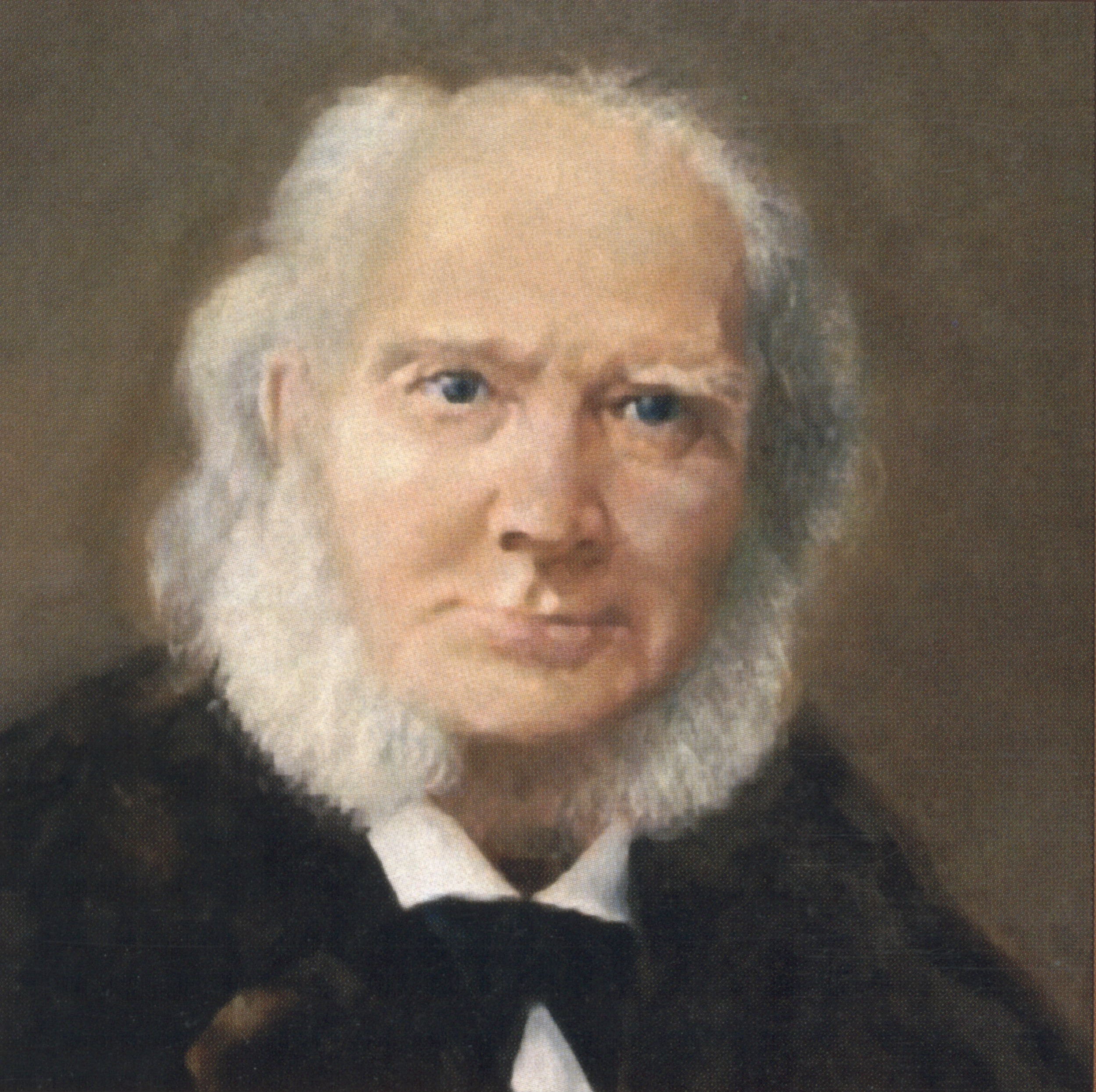
Carl Reinecke (um 1905)

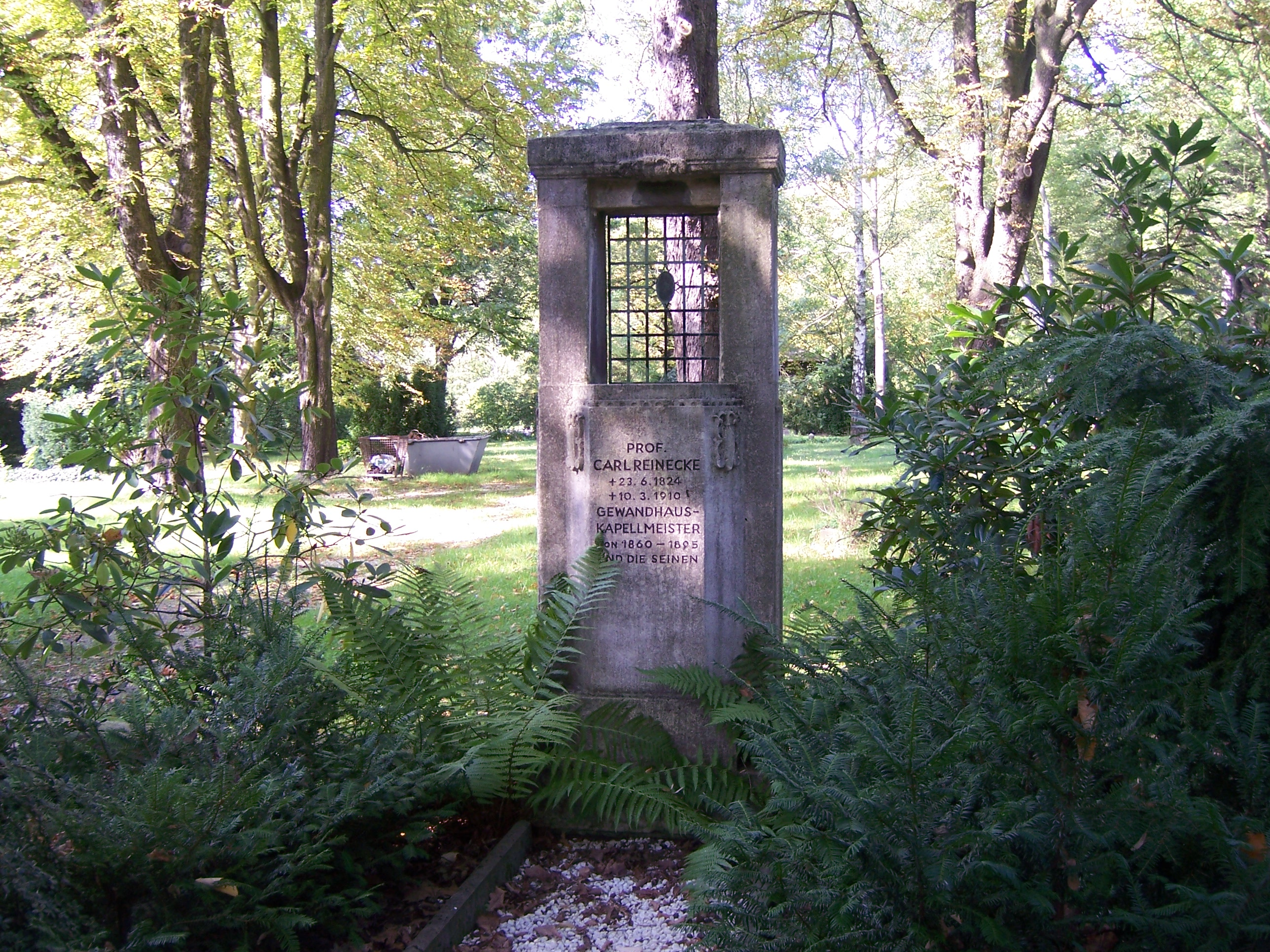
Grabstätte von Carl Reinecke auf dem Südfriedhof in Leipzig

1859, kurz vor dem Amtsantritt in Leipzig, verlor Reinecke seine erste Frau Ehefrau Betty Hansen. Das Paar hatte 1852 geheiratet.
1860 kümmerte sich seine Halbschwester Mathilde um die drei Kinder.
Am 7. Oktober 1860, während seines zweiten Abonnementkonzerts als Gewandhauskapellmeister, gab eine junge Sängerin aus Berlin, Charlotte Scharnke, ihr Debüt im Gewandhaus. Im August 1861 wurde sie Reineckes zweite Ehefrau. Aus dieser Ehe gingen zwei Töchter und zwei Söhne hervor. Die Brüder Franz und Carl leiteten später den Verlag Gebrüder Reinecke in Leipzig. 1868 starb auch Charlotte Reinecke, wohl bei der Geburt von Franz.
1872 heirateten Carl Reinecke und Margarethe Schifflin, die aus Krefeld stammte. Aus dieser Ehe gingen zwei Töchter hervor; Carl Reinecke war also Vater von neun Kindern.
Nach der überraschenden und ihn verletzenden Entlassung als Gewandhauskapellmeister 1895 (sein Nachfolger wurde Arthur Nikisch) fand Reinecke Zeit für ausgedehnte Konzerttourneen als Pianist. Erfolgreiche Auftritte im Gewandhaus, die er zunächst vermieden hatte, sind noch von 1904, 1906 und 1909 bekannt. 1906 trat Reinecke mit seinem Schüler Fritz von Bose auf und spielte Mozarts Konzert für zwei Klaviere Es-Dur (KV 365).

## Stilistische Stellung
Reinecke vertrat musikästhetisch eine konservative Position. Die Wiener Klassiker, allen voran Mozart, waren für ihn unverrückbare Vorbilder, mit deren Interpretation er sich bis zuletzt beschäftigte. Das Larghetto aus Mozarts Krönungskonzert spielte der 80-jährige Reinecke 1905 als erster Pianist überhaupt auf einem Welte-Mignon-Reproduktionsklavier ein. Seine Vertrautheit mit den Finessen des Klaviers wurde weithin geschätzt. Als Robert Schumann einmal gebeten wurde, von seinen Symphonien eine Version für zwei Klaviere anzufertigen, antwortete er: „das kann ich nicht, da musst du den Reinecke fragen, der kann das besser“.
Der Musikforscher und Sänger Hans Joachim Moser (1889–1967) schrieb über Reinecke, dass er „zum Kreis der Schumanianer“ gehöre – zu den Musikern also, die sich im Sinn eines romantischen Klassizismus mit Robert Schumanns künstlerischen Zielen identifizierten. Als Klavierkomponist steht Reinecke in der Tat Schumann sehr nahe, gleichwohl sind in seinen späteren Werken – etwa im Klavierkonzert C-Dur (op. 144) – auch satztechnische Einflüsse von Chopin und Brahms erkennbar. Reineckes Sinfonie Nr. 3 g-Moll (op. 227) zählt zu den bedeutenden Werken der Romantik. Das Harfenkonzert e-Moll (op. 182) gehört zum Standardrepertoire bei Wettbewerben. Bekannt geblieben sind auch seine Kinderlieder und seine Kompositionen für Flöte: die romantische Undine-Sonate (op. 167; 1885) und die Ballade (op. 288) für Flöte und Klavier sowie das Flötenkonzert D-Dur (op. 283; 1908).
1888 veröffentlichte Reinecke im Verlag von Julius Heinrich Zimmermann seinen Klavierzyklus Von der Wiege bis zum Grabe (op. 202), der rasch populär wurde. Reineckes Bearbeitung für Flöte und Klavier ist verschollen; der Flötist Ernesto Köhler rekonstruierte acht der sechzehn Stücke. Daneben erschienen auch Sammlungen für Symphonieorchester und Harmoniemusik.

## Ehrungen, Mitgliedschaften
- 1865: Ehrenmitglied im Akademischen Gesangverein Arion zu Leipzig
- 1874: Außerordentliches Mitglied der Preußischen Akademie der Künste
- 1884: Ehrendoktorwürde der Universität Leipzig
- Medaille für Kunst und Wissenschaft (Sachsen-Altenburg) (?)

## Schüler
- August Winding (1835-1899; Pianist, Komponist)
- Smith Newell Penfield (1837–1920; Komponist)
- Max Bruch (1838–1920; Komponist, Dirigent)
- Oscar Weil (1839–1921; Komponist)
- Johan Svendsen (1840–1911; Komponist, Dirigent)
- Mykola Lyssenko (1842–1912; Komponist, Dirigent)
- Arthur Sullivan (1842–1900; Komponist, Organist, Dirigent)
- Edvard Grieg (1843–1907; Komponist)
- Carl Piutti (1846–1902; Komponist, Organist)
- Johannes Haarklou (1847–1925; Komponist)
- Sveinbjörn Sveinbjörnsson (1847–1927; Komponist)
- Hugo Riemann (1849–1919; Musiktheoretiker)
- Arnold Krug (1849–1904; Komponist, Pianist, Dirigent)
- Dmitri Klimow (1850–?; Pianist und Musikpädagoge)
- Jan Blockx (1851–1912; Komponist)
- Hans Huber (1852–1921; Komponist, Pianist)
- Charles Villiers Stanford (1852–1924; Komponist)
- Iwan Knorr (1853–1916; Komponist)
- Paul Umlauft (1853–1934; Komponist)
- Leoš Janáček (1854–1928; Komponist, Organist, Dirigent)
- George Chadwick (1854–1931; Komponist)
- Julius Röntgen (1855–1932; Komponist, Pianist)
- Heinrich Ordenstein (1856–1921; Pianist, Musikpädagoge)
- Christian Sinding (1856–1941; Komponist)
- Richard Franck (1858–1938; Komponist, Pianist)
- Albert Fuchs (1858–1910; Komponist, Dirigent, Musikerzieher und Musikkritiker)
- Ethel Smyth (1858–1944; Komponistin, Pianistin, Dirigentin)
- Basil Harwood (1859–1949; Komponist, Organist)
- Karl Muck (1859–1940; Dirigent, Pianist)
- Emil Nikolaus von Reznicek (1860–1945; Komponist, Dirigent)
- Isaac Albéniz (1860–1909; Komponist, Pianist)
- Fanny Davies (1861–1934; Pianistin)
- Frederick Delius (1862–1934; Komponist)
- Robert Teichmüller (1863–1939; Pianist)
- Felix Weingartner (1863–1942; Komponist, Dirigent)
- Olga Zeise (1864–1945; Komponistin, Pianistin, Dirigentin)
- Emil Kronke (1865–1938; Komponist, Pianist)
- Amina Goodwin (1867–1942; Pianistin)
- Alfred Ernst (1868–1916; Dirigent, Komponist, Pianist)
- Cornelis Dopper (1870–1939; Komponist, Dirigent)
- Hermann Suter (1870–1926; Komponist)
- Camillo Schumann (1872–1946; Komponist)
- Eyvind Alnæs (1872–1932; Komponist, Organist)
- Gerhard von Keußler (1874–1949; Komponist, Dirigent)
- Julián Carrillo (1875–1965; Komponist)
- Sara Wennerberg-Reuter (1875–1959; Komponistin, Organistin)
- Richard Wetz (1875–1935; Komponist, Dirigent)
- Selmar Meyrowitz (1875–1941; Dirigent, Pianist)
- Mikalojus Konstantinas Čiurlionis (1875–1911; Komponist, Pianist, Maler)
- Felix Fox (1876–1947; Pianist)
- Sigfrid Karg-Elert (1877–1933; Komponist, Pianist, Organist)
- Hans Franke (1882–1971; Komponist, Dirigent)
- Leopold Stolz (1866–1957; Komponist)

## Werke

### Bühnenwerke
- Der vierjährige Posten (op. 45). Operette in einem Akt. Libretto: Theodor Körner. UA 1855 Barmen
- König Manfred (op. 93). Oper in 5 Akten. Libretto: Friedrich Roeber (1819–1901). UA 26. Juli 1867 Wiesbaden (Hoftheater)
- Schauspielmusik (op. 102; 1871) zu Wilhelm Tell von Friedrich Schiller
- Kathleen und Charlie. Liederspiel. Libretto: H. Grams. UA 12. November 1870 Leipzig
  - Neufassung: Ein Abenteuer Händels oder Die Macht des Liedes (op. 104). Singspiel in einem Akt. Libretto: Carl Reinecke (unter dem Pseudonym W. te Grove). UA 18. März 1874 Schwerin
- Glückskind und Pechvogel (op. 177; 1883). Märchenoper für Kinder in 2 Akten. Libretto: Carl Reinecke (unter dem Pseudonym Heinrich Carsten) und Richard von Volkmann (unter dem Pseudonym Richard Leander)
- Auf hohen Befehl (op. 184). Komische Oper in 3 Akten. Libretto: nach Wilhelm Heinrich Riehls Erzählung, Ovid bei Hofe (1855). UA 1886 Hamburg
- Der Gouverneur von Tours. Oper in 3 Akten. Libretto: ?. UA 1891 Schwerin, archive.org

### Vokalkompositionen
- Belsazar (op. 73). Oratorium. Libretto: nach Buch Daniel, Kapitel 5 (siehe auch Das Gastmahl des Belsazar). UA 8. Oktober 1885 im Leipzig (Gewandhaus; Dirigent: Carl Reinecke)
- Die wilden Schwäne (op. 164) für Sopran, Alt, Bariton, 3-stimmigen Frauenchor, Klavier, Harfe, 2 Hörner und Violoncello ad libitum. Text: Karl Kuhn (nach Hans Christian Andersen)
- Kinderlieder (es handelt sich um Eigenkompositionen Reineckes, die in der Regel nicht mit den verbreiteten Volksliedmelodien übereinstimmen):
  - Es klappert die Mühle am rauschenden Bach (alternative Melodie)
  - Spannenlanger Hansel, nudeldicke Dirn (alternative Melodie, Textautor unbekannt)[5]
  - Ei Veilchen liebes Veilchen[6]
  - Text von Mein Mützchen schön schwarz[7]
  - Wer hat die schönsten Schäfchen (alternative Melodie)
  - Kling, Glöckchen, klingelingeling (alternative Melodie)
  - Eine kleine Geige möcht ich haben (alternative Melodie)
  - u.v. a.m.

### Orchesterwerke

#### Sinfonien

Aus dem 2. Satz des Klavierkonzerts C-Dur op. 144

- Sinfonie in G-Dur (entstanden vor 1850, durch Aufführungsberichte 1850, 1854 und 1858 belegt, gilt als verschollen)
- Sinfonie Nr. 1 A-Dur (op. 79; 1858, revidiert 1863). UA (1. Fassung) 2. Dezember 1858 Leipzig; (2. Fassung) 22. Oktober 1863 Leipzig
- Sinfonie Nr. 2 c-Moll („Håkon Jarl“) (op. 134; 1874)

1. Allegro – 2. Andante – 3. Intermezzo. Allegretto moderato – 4. Finale. Allegro / Allegro molto
- Sinfonie Nr. 3 g-Moll (op. 227; 1894)
- Kinder-Sinfonie (op. 239)

#### Konzerte und andere Orchesterwerke
- Klavierkonzert Nr. 1 fis-Moll (op. 72)
- Cellokonzert (op. 82; 1866)
- Romanze (op. 93) für Violine und Orchester
- Klavierkonzert Nr. 2 e-Moll (op. 120; 1872)
- Violinkonzert (op. 141; 1876; Joseph Joachim gewidmet)
- Klavierkonzert Nr. 3 C-Dur (op. 144; 1877)
- Romanze (op. 155) für Violine und Orchester
- Harfenkonzert e-Moll (op. 182)
- Biblische Bilder (op. 220)
- Serenade g-Moll (op. 242; 1898) für Streichorchester
- Klavierkonzert Nr. 4 h-Moll (op. 254; 1900)
- Romanzero in Form eines Concertstücks (op. 263; ~1900) für Violoncello und Orchester mit Harfe (ad libitum)
- Flötenkonzert D-Dur (op. 283; 1908)

### Klavier- und Kammermusik
- Andante und Variationen (op. 6) für 2 Klaviere
- Fantasiestücke (op. 22) für Klarinette und Klavier
- Klavierquartett (op. 23)
- Klavierquartett (op. 34; 1853)
- Klaviertrio (op. 38; Robert Schumann gewidmet)
- Cellosonate Nr. 1 a-Moll (op. 42; 1855; Andreas Grabau [1808-1884] gewidmet)
  - Fassungen auch für Violine oder Viola und Klavier
- Drei Fantasiestücke (op. 43) für Viola und Klavier
- Impromptu (op. 66) für 2 Klaviere
- Klavierquintett A-Dur (op. 83; 1866)
- Cellosonate Nr. 2 D-Dur (op. 89; 1866)
- La belle Griseldis (op. 94) für 2 Klaviere
- Drei Sonatinen (op. 108) für Flöte und Klavier
- Drei Stücke (op. 146) für Violoncello und Klavier
- Undine (op. 167). Sonate e-Moll für Flöte und Klavier
- Trio (op. 188) für Oboe, Horn und Klavier
- Von der Wiege bis zum Grabe (op. 202; 1888). 16 Stücke für Klavier
  - Originalbearbeitung für Flöte und Klavier (verschollen); teilweise Rekonstruktion (1902) von Ernesto Köhler
  - Bearbeitungen für Symphonieorchester und für Harmoniemusik (Blasorchester)
- Oktett B-Dur (op. 216; 1892) für Flöte, Oboe, 2 Klarinetten, 2 Hörner und 2 Fagotte
- Cellosonate Nr. 3 G-Dur (op. 238; 1898; Widmung: Den Manen Johannes Brahms’)
- Streichtrio c-Moll (op. 249; 1898)
- Sextett B-Dur (op. 271; 1905) für Flöte, Oboe, Klarinette, 2 Hörner und Fagott
- Klavierquartett D-Dur (op. 272; 1905)
- Trio (op. 264) für Klarinette, Viola und Klavier
- Trio (op. 274) für Klarinette, Horn und Klavier
- Orgelsonate g-Moll (op. 284)
- Ballade (op. 288) für Flöte und Klavier

### Sonstige

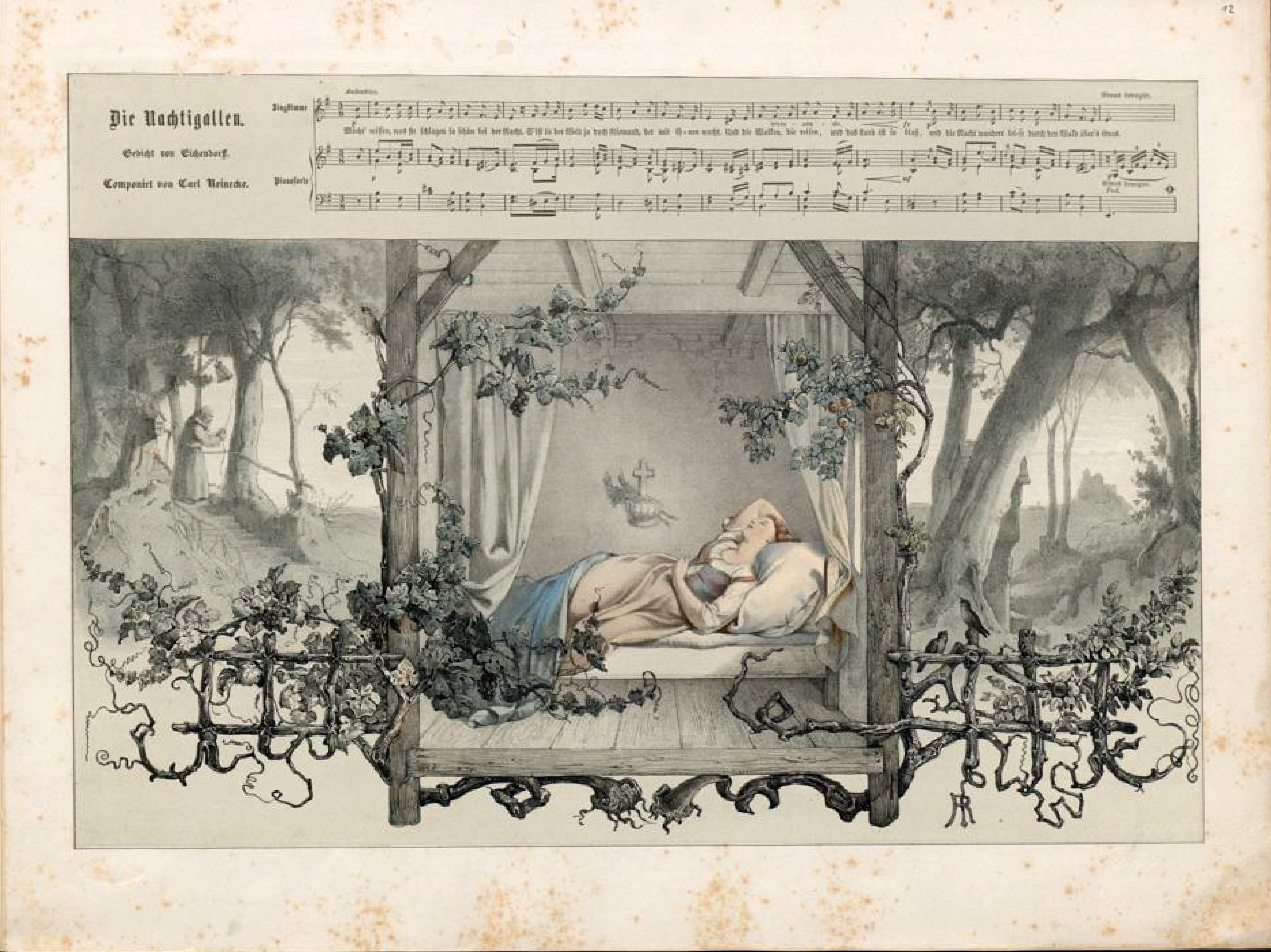
„Die Nachtigallen“, Gedicht von Joseph von Eichendorff, Illustration von Rudolph Jordan

- Kompositionen in: Düsseldorfer Lieder-Album – 6 Lieder mit Pianofortebegleitung, „Die Nachtigallen“, Düsseldorf: Arnz & Comp., 1851, urn:nbn:de:hbz:061:2-1402
- Der Regimentstrompeter (Hausmusik)[8]

### Schriften (Auswahl)
- Zur Wiederbelebung der Mozart’schen Clavier-Concerte – Ein Wort der Anregung an die clavierspielende Welt. Reinecke, Leipzig 1891
- und manche liebe Schatten steigen auf – Gedenkblätter an berühmte Musiker. Reinecke, Leipzig 1900.
- Meister der Tonkunst, Berlin und Stuttgart: Spemann 1903 (Digitalisat)
- Die Beethoven’schen Clavier-Sonaten – Briefe an eine Freundin. Reinecke, Leipzig 1895, 3. stark vermehrte Aufl. 1900.
- Aus dem Reich der Töne – Worte der Meister, 1907 (Digitalisat), eine Aphorismen-Sammlung
- Doris Mundus (Hrsg.): Erlebnisse und Bekenntnisse – Autobiographie eines Gewandhauskapellmeisters. Lehmstedt, Leipzig 2005, ISBN 3-937146-27-X (Autobiografie; 1902–1909 geschrieben, unvollständig überliefert).
- Briefwechsel Robert und Clara Schumanns mit Korrespondenten in Leipzig 1830 bis 1894. Hrsg. von Annegret Rosenmüller und Ekaterina Smyka (= Schumann-Briefedition, Serie II, Band 20). Köln 2019, S. 653–766.